# François Durand
François Durand -Jacques François Hippolyte de noms de fonts- (Perpinyà, 13 d'agost del 1768 - París, 27 de desembre del 1852) va ser un empresari i polític nord-català.

## Biografia
Era net de François Durand, un montpellerenc que s'havia establert a Perpinyà el 1720, i que havia introduït al Rosselló el comerç del vi, i besnet d'un Durand que el 1736 havia fundat a Montpeller una important casa de canvi, armament i banca. Durand era germà de Marie-Jacques Durand-Fajon, diputat per l'Erau (1815-1831) i a qui Lluís XVIII atorgà el títol de baró.

Durant la Guerra Gran va ser oficial a l'Estat Major del general Dugommier. En restablir-se la pau, recollí la setena part dels béns familiars i constituí una empresa comercial que obrí sucursals a Narbona (1802) i a Barcelona (1805), i que s'aprovisionava de cereals tan lluny com Odessa. Durant la Guerra del Francès, i amb altres comerciants de Perpinyà, es feu càrrec d'aprovisionar de gra les tropes franceses que ocupaven Barcelona. El 1826 s'hagué de fer càrrec de l'empresa parisenca del seu germà, cosa que li permeté descobrir el món dels grans negocis i crear la banca "François Durand et Cie. Al Rosselló es dedicà al comerç del vi, que internacionalitzà: construí instal·lacions d'emmagatzematge i d'exportació, obrí el mercat anglès i comercià amb els Estats Units, el Brasil, l'Índia i Austràlia. Presidí el Tribunal de comerç i fou corresponent del "Conseil d'agriculture". Com a mostra del seu caràcter s'esmenta que, quan el 1846 una greu crisi d'abastaments amenaçà la subsistència dels rossellonesos, François Durand -a instància de François Jaubert de Passa-: 
| «               | posant a profit dels seus conciutadans els vastos recursos de la seva alta capacitat comercial, feu arribar abundants carregaments [de blat] als ports de Sant Llorenç i de Portvendres. Un magatzem públic fou obert, i les poblacions rosselloneses pogueren aprovisionar-s'hi en proporció i mesura de les seves necessitats i a preus moderats. La crisi passà, hom constatà un benefici de 1.500 francs, que foren distribuïts als treballadors del magatzem. | » |
| — Jean Capeille | |   |

Va fer carrera política, i el 4 d'octubre del 1816 fou elegit diputat pels Pirineus Orientals. Va ser reelegit successivament el 1821, el 1824, el 1824 i el 1830 i segué, les tres primeres legislatures, amb els reialistes constitucionals i, les dues darreres, amb el centre esquerre. S'adherí a la Monarquia de Juliol. Es presentà a les eleccions de 1831, a la tercera circumscripció dels Pirineus Orientals, però Ferdinand Escanyé el derrotà per 52 vots a 46.
François Durand i Marie Bonafos van ser pares d'Adolphe Durand  i del que també seria diputat Justin Durand. A la seva mort deixà una fortuna de, pel cap baix, 5.400.000 francs. Alguna documentació afirma que François Durand fou distingit amb la creu de la Legió d'Honor, però sense corroboració  paral·lela.

## Publicacions
- Opinion de M. François Durand,... sur le projet de loi concernant les douanes... Chambre des députés Séance du 3 juillet 1822.  París: Hacquart, 1822.
- À MM. les électeurs de l'arrondissement de Prades.  Perpinyà: impr. Mlle Antoinette Tastu, 1831.